# Robert Hanell
Robert Hanell (* 2. März 1925 in Tschoschl, Tschechoslowakei; † 14. März 2009 in Fredersdorf-Vogelsdorf, Deutschland) war ein deutscher Dirigent und Komponist.

## Leben
Hanell, der ursprünglich Lehrer für alte Sprachen werden wollte, nahm neben dem Besuch des Gymnasiums privaten Musikunterricht bei H. Zitterbart in Teplitz, wo er ab 1943 als Korrepetitor und Chordirigent tätig war. 1944 wurde er musikalischer Oberleiter in Meiningen und war in gleicher Stellung von 1945 bis 1948 am Zwickauer Theater und von 1948 bis 1950 am Theater Gera tätig. 1952 wurde Hanell städtischer Musikdirektor in Görlitz, bevor er 1955 von Walter Felsenstein als erster Kapellmeister an die Komische Oper Berlin berufen wurde. 1965 übernahm er als Chefdirigent die Leitung des Großen Rundfunkorchesters Berlin. Daneben war er ständiger Gastdirigent an der Berliner Staatsoper, am Opernhaus Leipzig, an der Staatsoper Dresden und am Opernhaus Chemnitz. Gastspiele führten ihn unter anderem nach München, Hannover, Frankfurt am Main, Prag und Warschau.
Für seine Arbeit als Chefdirigent des Großen Rundfunkorchesters Berlin und als ständiger Gastdirigent der Staatsoper wurde Hanell am 2. September 1981 mit dem Goethepreis der Stadt Berlin ausgezeichnet.

## Werke (Auswahl)

### Bühnenwerke
- Die Bettler von Damaskus, 1944,[1] 1947[2]
- Cecil, Kammeroper 1946
- Die Gnomenwette, Märchenoper 1948,[1] 1949[2]
- Die Spieldose, Oper in 2 Akten, Libretto von Robert Hanell nach dem Schauspiel von Georg Kaiser, UA Erfurt 30. November 1957
- Dorian Gray, Oper 9 Bilder mit 8 Zwischenspielen, Libretto von Robert Hanell nach Oscar Wilde, UA Dresdner Staatsoper 9. Juni 1962
- Oben und unten, UA Magdeburg 7. Oktober 1964
- Esther, Oper in 2 Akten, Libretto von Günther Deicke, UA Staatsoper Berlin 10. Oktober 1966
- Griechische Hochzeit, UA Leipzig 31. Mai 1969
- Fiesta, UA Weimar 28. Mai 1974
- Reise mit Joujou, UA Landesbühnen Sachsen Radebeul 9. Oktober 1976
- Babettes grüner Schmetterling, UA Weimar 6. Oktober 1982